# Casi una diosa
Casi una diosa es una obra de teatro de Jaime Salom, estrenada en 1993.

## Argumento
La obra recrea la vida de Elena Diakonova, conocida como Gala y sus matrimonios con el poeta francés Paul Éluard y el pintor español Salvador Dalí.

## Estreno
- Teatro Bellas Artes, Madrid, 4 de febrero de 1993.
  - Dirección: Miguel Narros.
  - Escenografía: Andrea D'Odorico.
  - Intérpretes: Carmen Elías (Gala), Eusebio Poncela (Dalí), Carlos Hipólito (Éluard), Helio Pedregal.